# Padiglione per l'artigianato "Eugenio Tavolara"
Il padiglione per l'artigianato Eugenio Tavolara è un edificio all'interno dei giardini pubblici di Sassari realizzato da Ubaldo Badas; fu sede dell'I.S.O.L.A., un ente della Regione Sardegna; gli interni sono decorati da sculture e bassorilievi di Eugenio Tavolara e dai partiti decorativi in ceramica di Giuseppe Silecchia, Emilia Palomba e Gavino Tilocca. Il padiglione è considerata l'opera più significativa di Ubaldo Badas e una delle più importanti della Sardegna.

## Storia
Costruito nel 1956 per diventare sede e spazio espositivo sassarese dell'I.S.O.L.A., era pensato per valorizzare l'artigianato sardo. La prima mostra avvenne nello stesso anno d'inaugurazione, con gli allestimenti organizzati da Ubaldo Badas e Eugenio Tavolara, e segnò il lancio dell'artigianato sardo nel mondo, permettendo esportazioni in tutti i continenti di produzioni sarde sui mercati internazionali. Questa mostra segnò anche la svolta nella visione della Sardegna, esponendola non più come una terra esotica ma più reale, popolare.

## Descrizione
Seguendo lo stile neoliberty, Badas usò molti materiali naturali, combinando tessere colorate e ringhiere assai decorate. La costruzione si presenta esternamente molto articolata e movimentata, con volumi che escono dal corpo principale, un cortile centrale che ospita una fontana in ceramica di Giuseppe Silecchia, giochi d'acqua attorniati da altre sculture del Silecchia. All'interno la struttura è su due piani, entrambi ospitanti spazi espositivi, con al piano superiore un interessante spazio voltato.
La struttura ha recentemente subito delle modifiche architettoniche, per adattarla alle nuove norme della sicurezza, snaturandola in alcune parti, sia negli spazi interni che esterni.
Le decorazioni furono opera di Eugenio Tavolara, al quale, dopo la morte, venne dedicato l'edificio. Contiene un bassorilievo in steatite raffigurante la cavalcata sarda, situata presso la scala che conduce dallo spazio espositivo inferiore a quello superiore; vi è un richiamo a Picasso, con l'uso di tematiche popolari e tradizionali mediterranee.